# Kannabateomys amblyonyx
Kannabateomys amblyonyx är en däggdjursart som först beskrevs av Wagner 1845.  Kannabateomys amblyonyx är ensam i släktet Kannabateomys som ingår i familjen lansråttor. IUCN kategoriserar arten globalt som livskraftig.
Inga underarter finns listade i Catalogue of Life. Wilson & Reeder (2005) skiljer mellan två underarter.
Denna gnagare förekommer i södra Brasilien samt i angränsande regioner av östra Paraguay och nordöstra Argentina. Arten vistas i fuktiga tropiska skogar och i områden med bambu nära vattenansamlingar. I bergstrakter når Kannabateomys amblyonyx 1000 meter över havet.
Individerna når en kroppslängd (huvud och bål) av 23 till 35 cm och en svanslängd av 30 till 42 cm. De väger vanligen 350 till 570 g. Pälsen är på ryggen blek gulbrun till orange och vid buken ljusare till vitaktig. Arten har i motsats till flera andra lansråttor mjuk päls och saknar borstar eller taggar. Den tredje och fjärde tån vid fram- och backfötter är förlängd och lite bredare än de andra tårna. Kannabateomys amblyonyx skiljer sig från släktet Dactylomys i avvikande detaljer av skallens och tändernas konstruktion. Huvudet kännetecknas av en nästan fyrkantig nos, gråa kinder, vita läppar och långa morrhår. Vanligen är hannar lite större än honor men inte hos alla populationer.
Arten är aktiv på natten och klättrar i växtligheten. Den har höga läten, troligen för att markera reviret. Honor föder vanligen en och sällan två ungar per kull. Annars motsvarar arten andra lansråttor i levnadssättet. Kannabateomys amblyonyx äter blad, bambu och unga växtskott. Oftast etablerar varje individ ett revir och ibland förekommer monogama par. Reviren från hannar och honor överlappar varandra. Antagligen jagas arten av mösskapucin (Cebus apella). Den jagar i alla fall andra gnagare i samma region.